# کوستیتسه (ناحیه برتسلاف)
کوستیتسه (به چکی: Kostice) یک منطقهٔ مسکونی در جمهوری چک است که در ناحیه برتسلاو واقع شده‌است. کوستیتسه ۱۲٫۴۶ کیلومتر مربع مساحت و ۱٬۸۳۰ نفر جمعیت دارد و ۱۶۸ متر بالاتر از سطح دریا واقع شده‌است.